# Adeonella lichenoides
Adeonella lichenoides är en mossdjursart som först beskrevs av Jean-Baptiste Lamarck 1816.  Adeonella lichenoides ingår i släktet Adeonella och familjen Adeonellidae. Inga underarter finns listade i Catalogue of Life.